# 福州公交

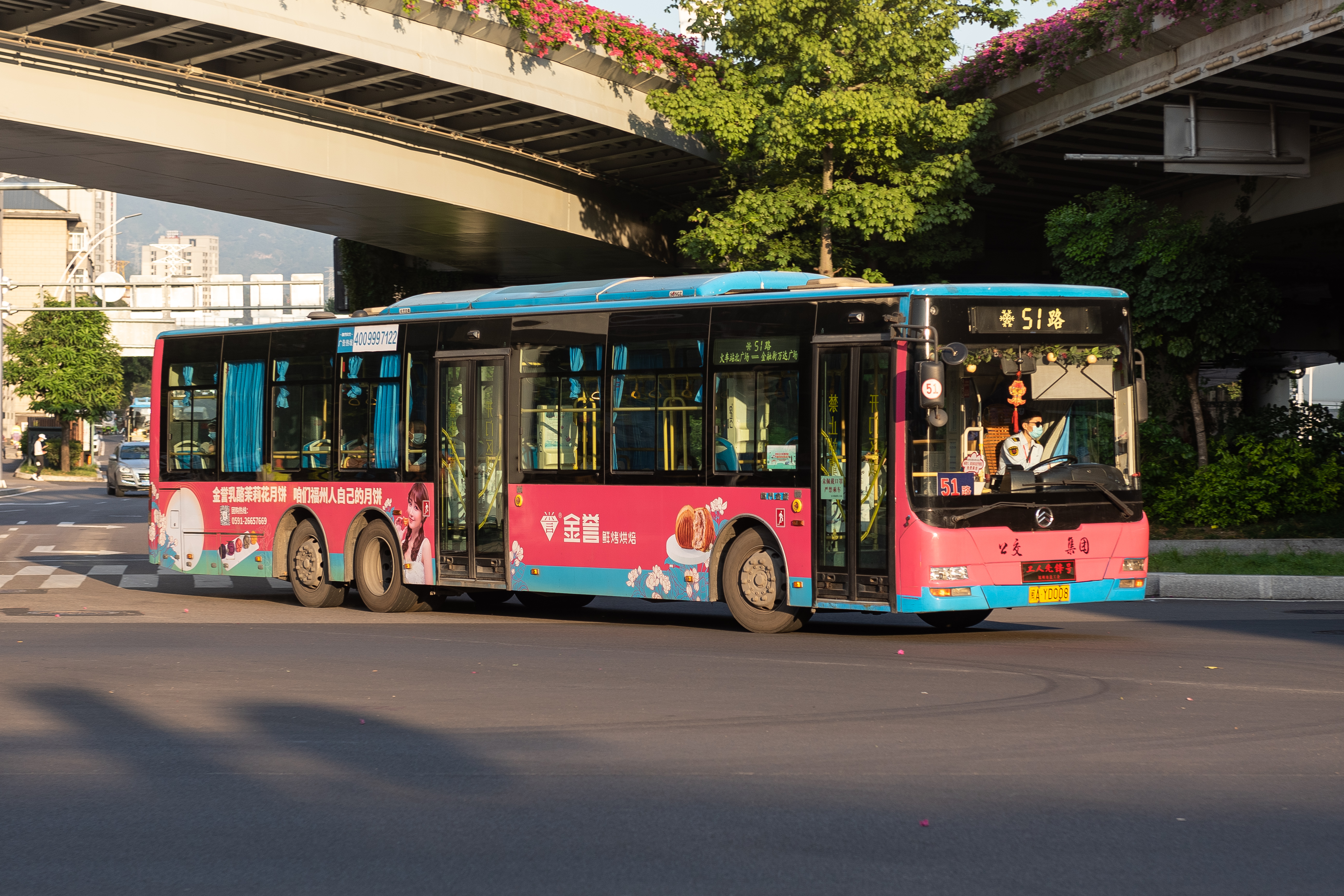
福州公交51路使用的金旅XML6145J98C型三轴城市客车

福州公交，即福州公交系統，是指中国福建省福州市内的公共汽车交通运输系统，截止2018年福州市全市共有21家公交运营企业，其中福州市辖区（暂不含长乐区）内共有5家运营，即福州公交集团及其马尾公司、福州闽运公共交通有限责任公司、福州康驰新巴士有限责任公司、 福州华威公交巴士有限公司和福州经济技术开发区公共交通发展有限公司，共有277条线路（包括市辖区外公司进入市辖区内的线路，暂不包括长乐闽运公司的域内线路），福州市交通运输委员会为市辖区内公交线路的行业主管部门，对公交线路的经营权管理和公交线路规划与审批，而在各县和县级市中则为各自所辖的交通局主管，由福州市交通运输委员会对其监督。福州公交目前是福州市主要的公共交通工具。

## 历史

### 总体概貌
古时福州，城市公共交通长期处于“担而肩者，辇而牛者”状态，以徒步、乘舆、肩挑、畜驮为主要方式。自从有马路后，开始有人拉的单人座位“黄包车”，马拖的装有玻璃窗的“马车”。民国6年(1917年)，城区计有客运马车40辆，自行车90辆，人力车838辆。民国9年，发展有以自行车拖带单人座(后改双人座)三四轮车，俗称“脚踏辇老鼠拖尾”。民国22年，黄包车发展到4500多辆(含“家车”734辆)。“家车”是官僚、富绅乘坐的人力车，装饰讲究，夜间点起车灯，铃声叮当，招摇过市。当时，出租人力车的车馆100多家。1949年末，城区计有黄包车4000多辆，三四轮车300多辆，自行车4301辆。
　　民国7年，延福泉汽车路股份有限公司成立，两年后从上海购进8辆旧车拼装成4辆公共汽车，经营南门至万寿桥1条线路，民国18年，经营失败倒闭。民国19年、20年、23年，又相继成立民办的复兴、福峡汽车公司和官办的福马车务所。同时，有专营小车出租业务的私营企业。抗日战争中，民国28年前后全部倒闭。抗战胜利后，民国37年3月，原“复兴”、“福峡”2个车行旧员重组“福州复兴福峡汽车公司联合办事处”，拼凑了10余辆旧车，恢复市内部分营运线路。民国38年8月联营处接受省经建公司和福兴泉汽车股份有限公司投资，三方组成经建公共汽车股份有限公司，但由于地方不靖，油料奇缺等原因，1949年10月前倒闭，破车分给职工抵欠薪，市内公共交通汽车再度停顿。
　　中华人民共和国成立后，省军管会从省运输公司抽调2辆“小道奇”，组成省运输公司泉州分公司福州支公司客车队，经营肃威路至万寿路1条线路。1950、1951年客车队先后更名为福州支公司和省运输公司公交股，地址在鼓楼区城守前3号。1952年1月1日，成立福州市公交公司，拥有21辆公共汽车，职工122人，营运线路2条，里程13公里。1957年，营运车辆发展到67辆，职工540人，线路10条，营运里程286.39万公里，营业收入186.25万元，分别比1952年增长2～4倍。1958年由于封山育林和“大炼钢铁”木炭紧张，占公司营运车辆75%的“福特”、“道奇”等木炭车，面临停驶。后改装为炭化煤球车，营运生产仍取得一定的发展。1965年，营运车辆达107辆，营运线路达25条。
　　1978年后，走上振兴发展阶段。特别在1986年后，逐步实行各种经济承包责任制，加强思想政治工作，积极开展横向经济联合，全面推广“265”先进车组优质服务经验，提倡“服务第一，乘客至上，团结奋斗，贵在坚持，永不满足，不断创新”的企业精神；并与34个单位建立共建关系。1986年以来，共涌现19名全国、省、市劳动模范，全国“五·一”劳动奖章获得者、全国新长征突击手和优秀驾乘人员。1989年省政府授予省级先进企业，1989年与1952年对比，营运车辆、营运路线、营业线路总长分别增长16.2倍、20倍、44倍。1991年列入国家二级企业，市公交公司已成为全省规模最大的国营公交企业。
　　进入90年代，市公交事业更大发展，改变以往只有公共汽车的单一形式，初步形成以公共汽车、电车为主体，大小出租车为辅，摩托车、四轮车为补充的全民、集体、合资、个体多种经济成份、多种形式的专业、社会共办城市交通网络。
　　1994年末，市内除公共汽车、电车外，还有大小出租车3218辆，二轮摩托车3.55万辆，轻便摩托车2.44万辆。市公交公司，拥有职工3716人，各种营运车辆519辆(含：长途车20辆，出租车74辆)，拥有4个分公司，1个大修厂，6个车队以及三山巴士有限责任公司、三山贸易公司、出租汽车公司、广告公司、职工医院等基层单位，配套设施较齐全。但由于社会经济不断发展，城市扩大，人口增加，车辆激增，加以长期以来对公交事业看成是“福利型”服务行业，票价偏低、企业亏损(1994年亏损1082.87万元)、国家资金投入不多等因素，影响城市公交事业进一步发展，城市交通拥挤仍成为当前亟待解决的问题。市公交车辆营运线网密度，虽高于全国平均水平，却低于沿海14个开放城市，城区线网密度仅0.9公里/平方公里。许多地方尤其不少新村群内尚未通车，市民中每天仅有3.4%(2.8万多人)乘坐公共汽车，而自行车却猛增，1994年末，报牌在册的已有111.6万辆，比1949年增加100多倍。据测算3米宽车道用于公交车，每小时可通过2万人次，而自行车只能通过7000车次，导致不少交叉路口堵塞，影响公交汽车运行速度和城市公共交通发展。

### 鼓楼区

#### 公交场站
1978年末，市公交公司拥有营运车辆184辆，鼓楼区仅有南门兜和火车站等停车场，车辆收班后，有100多辆车集中停放在停车场，十分拥挤，出入场经常出现堵塞。线路上的站点大部分是借(租)用公房、民宅或临时路边搭盖，有的站点甚至设在报废的车厢内，沿途停靠站，多是露天的。
　　1978年以后，公交场站建设逐步受到重视。1981年，建成斗门停车场。1990年，因旧城改造、兴建华桥广场需要，拆除南门兜停车场。迄1995年末，辖内有2个停车场。始发站点共有47个，其中鼓楼区内主要始发站有3个，沿途停靠站共1481个(含始发站)。
　　1.停车场　
　　城守前停车场　位于鼓楼区(原大根区)城守前3号，1950年建成。原址系省公路局、省运输公司，1952年，市公交公司成立，成为公司第一个停车场。占地面积1.48万平方米，可停放单车70辆；停车场建有木结构双层办公楼1幢，机修车间、职工宿舍、食堂等。城守前是个巷，只容单行，车辆进出十分困难，加以公司不断发展，车辆增加，1957年，迁址台江区交通路1号(原康乐路2号)，该场停用。
　　南门停车场　位于鼓楼区古田路38号，1971年建。占地面积1656平方米，总投资9895元，市民用建筑工程公司施工。建有办公楼、车间、小食堂、洗车坪等，可停放单车32辆。1990年11月10日，公司与福州华升投资开发有限公司签订共建华榕广场合同书。1995年1月8日，分得华榕广场9～10层为公司办公楼，该场已不存在。
　　火车站停车场　位于鼓楼区华林路54号，1978年11月建，占地面积3449.82平方米，总投资93.513万元，福州市政工程公司承建。建有综合楼、职工宿舍、旅社、洗车坪、小食堂，可停放单车30辆或电车15辆。至1995年，该停车场仍延续使用。
　　斗门停车场　位于鼓楼区茶园街道，地址华林路东段，1981年11月建。占地面积3.66万平方米，总投资625万元。北京电车公司、长乐古槐建筑公司、福清三山建筑队、江田建筑队和市二建公司等单位承建。建有综合楼、主车间、油库、电房、洗车坪、食堂等，可停放单车150辆或电车80辆，综合楼为第三分公司办公楼。至1995年，该停车场仍延续使用。
　　2.主要始发站点　
　　西门站　位于鼓楼区湖滨路西端，为1路公交始发站，1950年租用一间民宅。1965年，建成1幢木结构单层站房，1982年，改建成1幢3层钢筋混凝土结构房，面积110平方米。1995年仍延续使用。
　　鼓楼站　位于鼓楼区鼓屏路56号(租用)，该站为9、18、19路和李园专线4条线路的始发站。该站点原设在鼓屏路61号(租用)，1969年10月迁到此站，面积约40平方米。1995年，该始发站仍在延续使用中。
　　火车站站　位于鼓楼区华林路54号，1980年11月建。面积305平方米，分4个签票点。1995年，该站系5、17、20、22、26、51路和农大、西山、新店、总院专线以及4条小公共汽车等共14条线路的始发站。五、六队队部也设在此。

#### 车辆
1.公共汽车

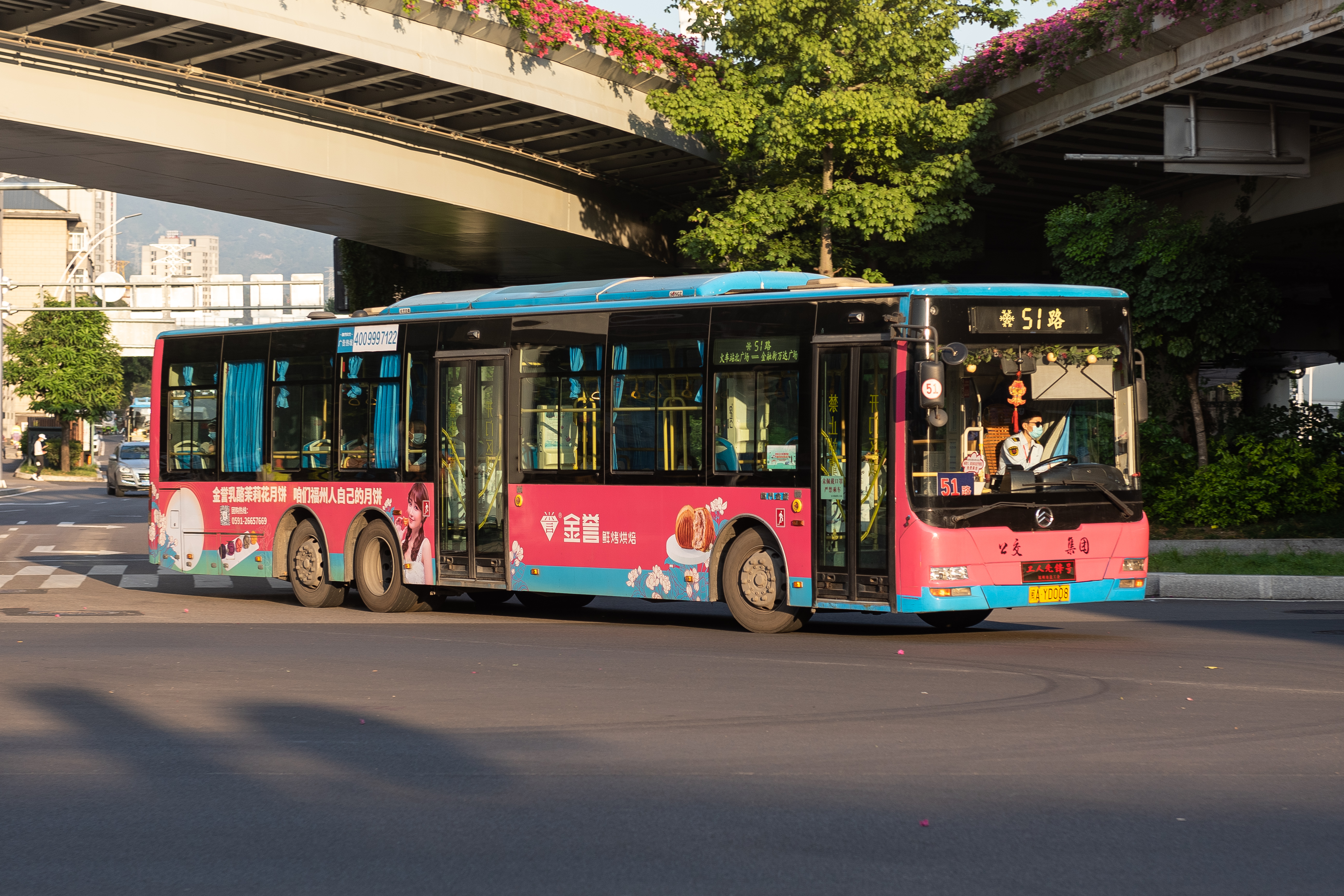
福州公交51路使用的金旅XML6145J98C型三轴城市客车

　　1952～1958年，区内公共汽车都是“奇姆西”、“道奇”等型号进口车，多是美国在解放战争中作为美援提供给国民党军队使用的。尔后，作为战利品转到地方民用。车辆破损不堪，有的用一条铁链横串代“车门”。因汽油奇缺，改烧木炭，车后背着一个木炭炉，称为“木炭车”。1958年，市公交公司首批分配到松花江牌国产车2辆，区内公交汽车开始国产化。1959年，国产车占全部营运车的8.8%。至1963年，市公交公司已先后购买解放牌引擎总成和跃进牌引擎总成26台等主配件，用以更新改造旧车24辆，更新的车辆采用厂内自编型号，如“福特”F-60L改型为FC-630型；“奇姆西”改型为FC-640型等。1964年国庆节前，技术人员自行设计试制双轴“挂车”10辆。定型为FC-830型。1969年1月，技术人员徐常仁等19人设计试产铰接车，从此区内有通道式公共汽车。
　　1976年以后，除少数进口汽车作为教练车外，区内公交汽车实现国产化。国产车型号分别是：上海客车厂生产的SK644型单机公共汽车、常州客车制造厂生产的CK642型单机公共汽车、北京市无轨电车制配厂生产的BK640型单机公共汽车、福建产的JT660A型、福州市客车厂产的FZ661型铰接式公共汽车等。
　　1985年2月该公司与香港昌盛国际贸易公司合作经营的“福盛小巴士公司”在鼓楼区南门兜成立，港方提供30辆日本产丰田“卡斯特”带空调26座中巴(小公共汽车)，开辟线路6条。
　　1990年10月，市公交公司引进美国产“丹拿”双层公共汽车2部，底层座位43位，上层座位48位，另一种座位62位，行驶于南门至江滨路，后改为火车站至台江码头，区内始有双层公交汽车。
　　1992年1月，公司从福州客车厂购进鼓山牌FK6640ND小公共汽车10辆，由六车队营运，补充51号电车线运力。同年4月，引进双层公共汽车4部，如遇节假日需要，调整1～2部行驶于福州大学至火车站。同时，公司成立七车队，管理小公共汽车。1993～1994年购进小公共汽车28辆。
　　1994年7月1日，开通全省首条标准型无人售票线路——27路，投入8辆上海客车厂的SK6972HH3标准32座无人售票车，实行一票制，乘客上车主动投币，不设找赎。9月20日，又开通11、14、51路3条无人售票线路，均为一票制。51路无人售票车为铰接式，乘客前后门上车，中门下车，单车的和标准型无人售票车均由前门上车，后门下车。10月，由于购进的双层公共汽车车辆已属陈旧，车况不佳，加上零配件供应困难而停驶。
　　1995年末，市公交公司计有公共汽车315辆，小公共汽车59辆。
　　2.无轨电车
　　1983年6月，市公交公司向上海客车厂购置SK561型铰接式无轨电车15辆，SK561G型铰接式无轨电车5辆。1983年9月29日，在火车站前停车场举行通车剪彩典礼，成为全省第一条电车线路。1986年11月、1987年1月分别购进SK561G硅车5辆。1987年11月，从上海电修厂请来技术人员，对1983年购进的15辆屏板车进行硅车技术改造。1989年7月，购进SK561G硅车3辆(硅车容量为160客位，座位36，立位124；屏板车车容量为160客位，座位33，立位127。)1993年9月，购进SK561G硅车2辆，1994年更新无轨电车3辆，新增2辆。
　　1995年末，市区共拥有无轨电车32辆，架设8.5公里长的电车线网(火车站至台江影院)，区内有汤边整流站，火车站回车场，斗门保养场，累计总投资625万元。

## 运营公司
福州公交集团及其闽侯惠民巴士、马尾惠民巴士、福州闽运公共交通有限责任公司、福州康驰新巴士有限责任公司、 福州华威公交巴士有限公司、福州经济技术开发区公共交通发展有限公司、福州市立顺公共交通有限公司

## 线路及车费
车费因线路而异，分为1元~12元不等。